# Maison pontificale
La Maison pontificale (généralement sans majuscule dans les médias et dans d'autres usages non officiels, latin : Pontificalis Domus), est constituée de l'ensemble des bâtiments et des personnes, ecclésiastiques et laïcs qui, pour raison de dignité, d'assistance et d'administration, gravitent autour du souverain pontife dans sa double charge de chef de l'Église catholique et de souverain spirituel et temporel, l'assistant notamment dans l'accomplissement de cérémonies particulières, soit à caractère religieux, soit à caractère civil. Elle est appelée jusqu'en 1968 Cour papale (Aula Pontificia).
La Maison pontificale est organisée en deux corps : la Chapelle pontificale (Cappella Pontificia), qui assiste le pape dans ses fonctions de chef spirituel de l'Église catholique et successeur de saint Pierre (apôtre), notamment lors des cérémonies religieuses, et la Famille pontificale (Familia Pontificia), qui l'assiste en tant que chef d'un corps juridique avec des fonctions civiles, comme Chef du Saint-Siège, sujet de droit international reconnu par les États et les organisations internationales.

## Histoire

### Cour pontificale

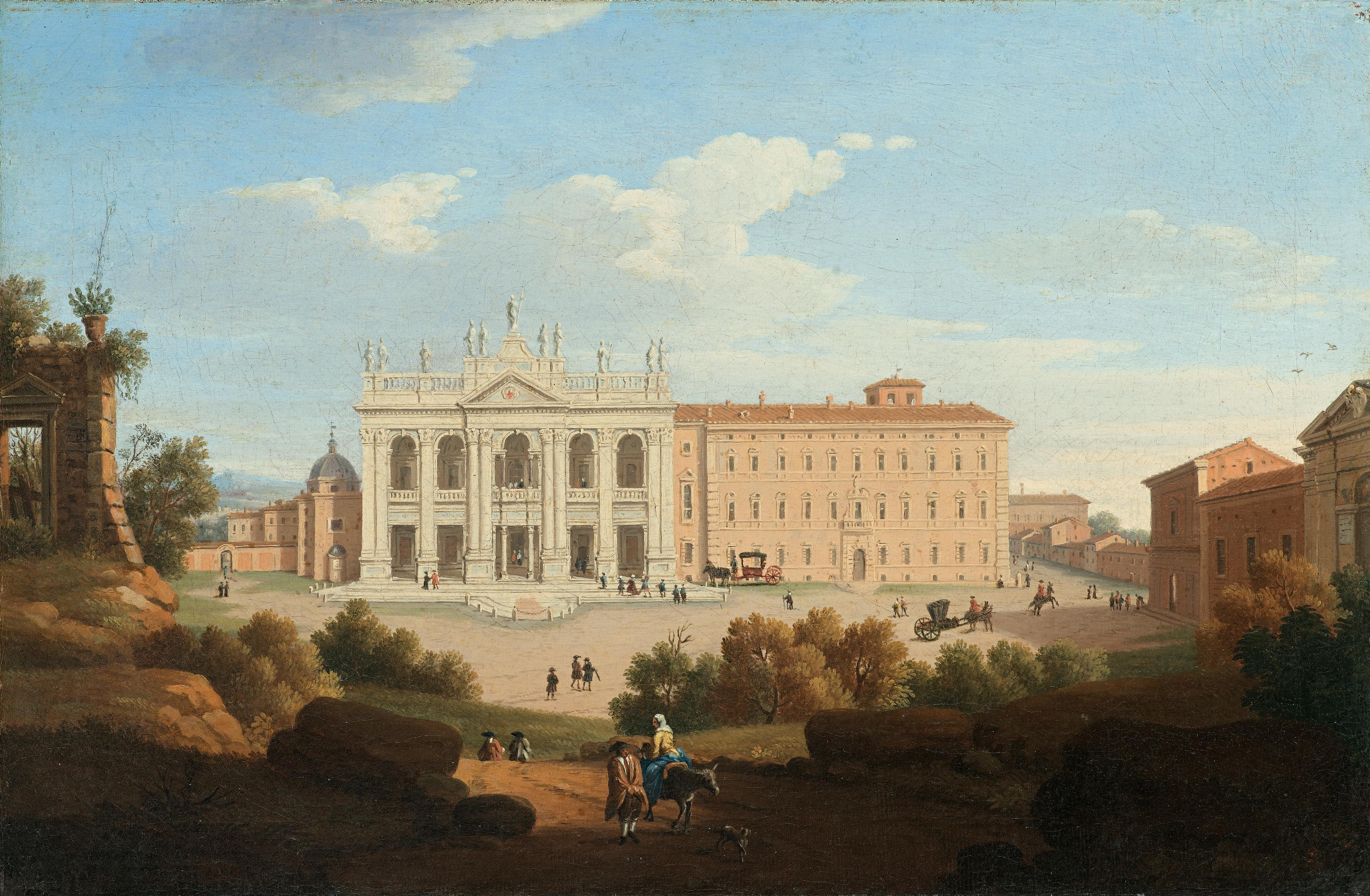
Giacomo van Lint, Basilique Saint-Jean de Latran, vers 1790.

Depuis la fin de l'Empire romain, l'évêque de Rome, ou pape, cumule progressivement les fonctions religieuses de pontife suprême de l'Église catholique romaine et les fonctions régaliennes de chef d'un État souverain reconnu universellement. Ce processus est qualifié par les historiens d'imitatio imperii (imitation de la fonction impériale). Pour exercer ces deux fonctions, il a dû être aidé de personnes, ecclésiastiques et laïcs, qui vivent auprès de lui et l'aident au quotidien. La Cour pontificale se forme au fil du temps autour du souverain pontife à partir de l'époque où celui-ci réside au palais du Latran, même si cette appellation est rarement utilisée dans les documents officiels du Vatican.
À la fin du Moyen Âge, la Cour pontificale est la bureaucratie la plus sophistiquée d’Europe. Dans les États pontificaux, dès l'époque médiévale, la noblesse pontificale fait partie de la cour pontificale. Les rôles et les positions dans la Maison pontificale et la Cour évoluent et changent au fil du temps. Ils comprennent notamment hostiarii, vestararius, vicedominus, nomenclator, cubiqueulario (chambellan), 'sacellarius, praelatini palatini, bibliothecarius, scutiferi, cancellarius, protonotaires, primicerius, secundicerius, defensor,,. Par sa « visibilité », elle contribue de façon significative à rendre à Rome sa splendeur de ville capitale, perdue après le départ des empereurs.
Le terme de Cour pontificale est utilisé dans les accords du Latran du 11 février 1929 et dans le protocole entre la Saint-Siège et l'Italie du 6 septembre 1932, qui donne la liste complète des charges composant la Cour pontificale.

### Réforme de Paul VI

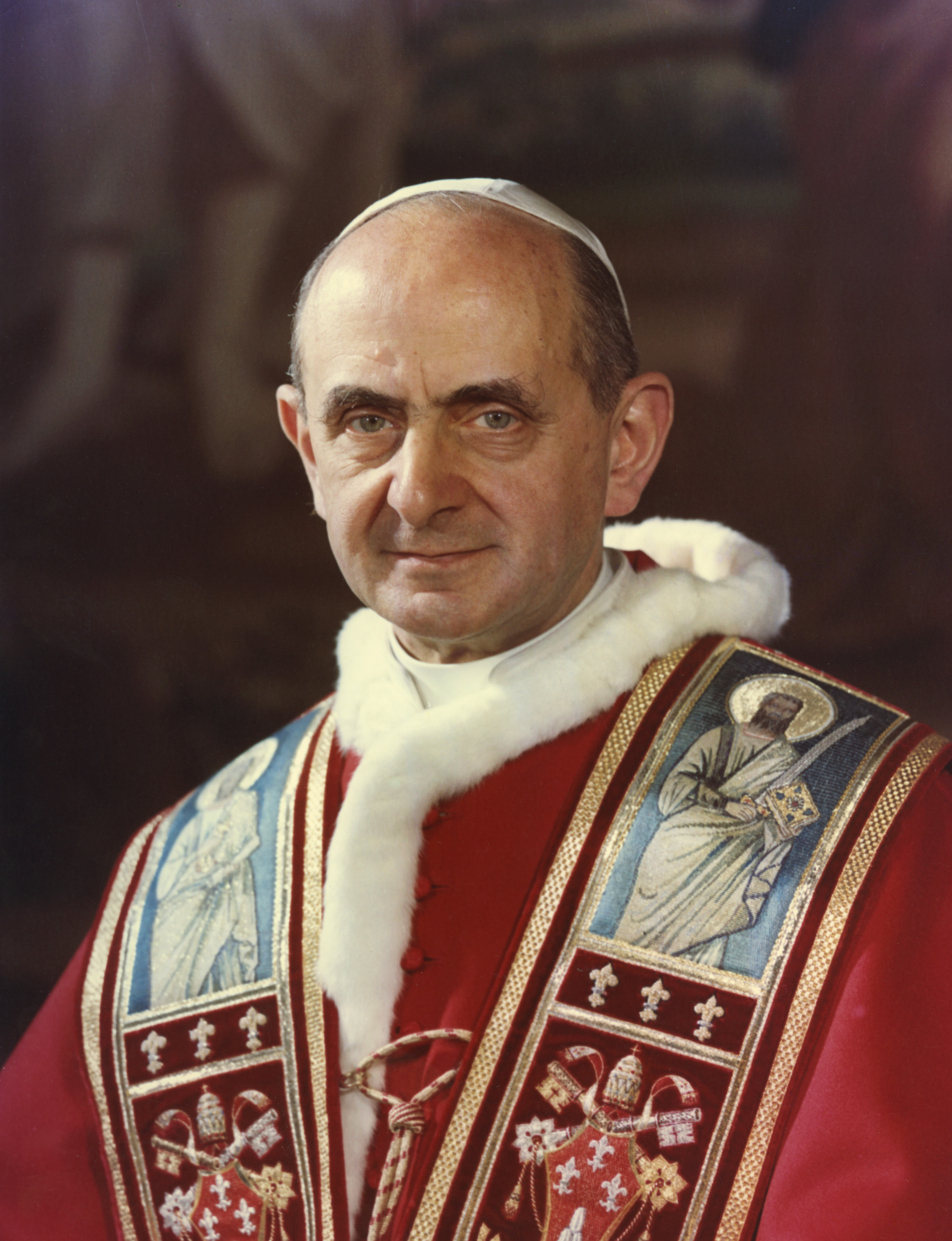
Paul VI en 1969.

Après la disparition de l'État pontifical et la fin du pouvoir temporel, de nombreuses charges de la Cour pontificale, autrefois fonctionnelles, deviennent honorifiques et représentatives. C'est pourquoi le 28 mars 1968, le pape Paul VI réorganise la Cour pontificale par une lettre apostolique motu proprio, la rebaptisant « Maison pontificale », en latin : Pontificalis Domus. En changeant le nom qui existait depuis quelques siècles, Paul VI déclare qu'il revient à un nom « original et noble ». Selon le motu proprio : « De nombreuses charges confiées aux membres de la Maison pontificale ont été privées de leur fonction, continuant à exister comme des charges purement honoraires, sans grande correspondance avec les besoins concrets de l'époque ». Paul VI écrit notamment qu'il convient d'accorder la priorité à « ce qui est efficace, fonctionnel, logique, face à ce qui, à l'inverse, est seulement nominal, décoratif, extérieur. » De très nombreuses fonctions, parfois très anciennes, sont ainsi supprimées comme les cardinaux palatins et des princes assistants au trône pontifical. D'autres changent de nom, par exemple les « camériers de cape et d'épée » deviennent les « gentilshommes de Sa Sainteté ». De plus, de nombreux postes sont regroupés en de nouveaux .
Les charges suivantes ont été modifiées ou supprimées dans la Chapelle pontificale : cardinaux Palatins (Cardinali Palatini) ; prélats di fiocchetto ; Princes assistants au trône pontifical (Principi assistenti al Soglio) ; Majordome de Sa Sainteté ; ministre de l'Intérieur ; Commandant du Santo Spirito ; Magistrat romain ; Maître du Sacré Hospice Apostolique ; Chambellans d'honneur in abito paonazzo ; Aumôniers secrets et aumôniers secrets d'honneur ; clercs secrets ; Confesseur de la Famille Pontificale ; Acolytes porteurs de bougies (Ceroferari) ; Gardien de la Tiare Sacrée ; Porteur de masse et Messager Apostolique (Cursori Apostolici). Parmi ces offices, ceux supprimés d'aumônier secret et d'aumônier secret d'honneur, de clerc secret, d'acolyte Ceroferari, d'aumônier papal commun et de maîtres-porteurs de la Virga Rubea sont regroupés sous le titre général de « clerc de la chapelle papale ».
La Famille pontificale subit des changements encore plus radicaux. Les titres suivants sont abolis : prélats palatins (c'est-à-dire, Majordome de Sa Sainteté, Maître de Chambre (Maestro di Camera), Auditeur de Sa Sainteté) ; Maître du Sacré Hospice Apostolique ; Intendant Général Héréditaire du Sacré Palais Apostolique ( Foriere Maggiore) ; Grand écuyer de Sa Sainteté (Cavallerizzo Maggiore di Sua Santità) ; Surintendant général des Postes ; Gardiens de la Rose d'or ; Secrétaire des ambassades ; Esente de la Noble Garde de Service ; chambellans d'honneur in abito paonazzo ; Chambellans d'Honneur extra Urbem ; aumôniers secrets et aumôniers secrets d'honneur ; aumôniers secrets d'honneur extra Urbem ; clercs secrets ; aumôniers pontificaux communs ; Confesseur de la Famille Pontificale et Intendant secret (Scalco Segreto).
Le Maître du Palais Sacré (théologien dominicain du pape) est rebaptisé Théologien de la Maison Pontificale. À partir de 2005, le poste est occupé par Wojciech Giertych, dominicain polonais. Les titres d'aumônier secret et de sacristain de Sa Sainteté sont changés respectivement en aumônier de Sa Sainteté et en vicaire général de Sa Sainteté pour la Cité du Vatican ; les responsabilités de secrétaire des ambassades et de secrétaire de la garde-robe sont transférées au bureau du Prélats de l'Antichambre. Les prélats domestiques et les chambellans secrets surnuméraires restent partie de la Famille pontificale, mais doivent désormais être appelés respectivement prélats d'honneur de Sa Sainteté et aumôniers de Sa Sainteté. De même, les chambellans secrets de la cape et de l'épée (di cappa e spada) sont conservés sous le titre de messieurs de Sa Sainteté, et les Bussolanti prennent le nouveau nom d'attachés de l'antichambre. Les Camerieri Segreti Partecipanti sont purement et simplement abolies, tout comme le titre de sous-auditeur (Subdatarius).
Les titres ecclésiastiques honorifiques sont réduits à trois catégories : Protonotaires Apostoliques (de numero et surnuméraires), Prélats d'honneur de Sa Sainteté et Aumôniers de Sa Sainteté. Toutes les autres catégories de Monsignori sont supprimées.

## Organisation moderne
La Maison pontificale est une section de la Curie romaine
Tous les membres de la  Maison pontificale, ecclésiastiques et laïcs, sont nommés par le pape ; aucune charge n'est héréditaire. La durée des charges des laïcs est de cinq ans, mais peut être prolongée. La durée de celle des ecclésiastiques dépend des normes en vigueur dans la curie romaine.

### Préfecture de la Maison pontificale

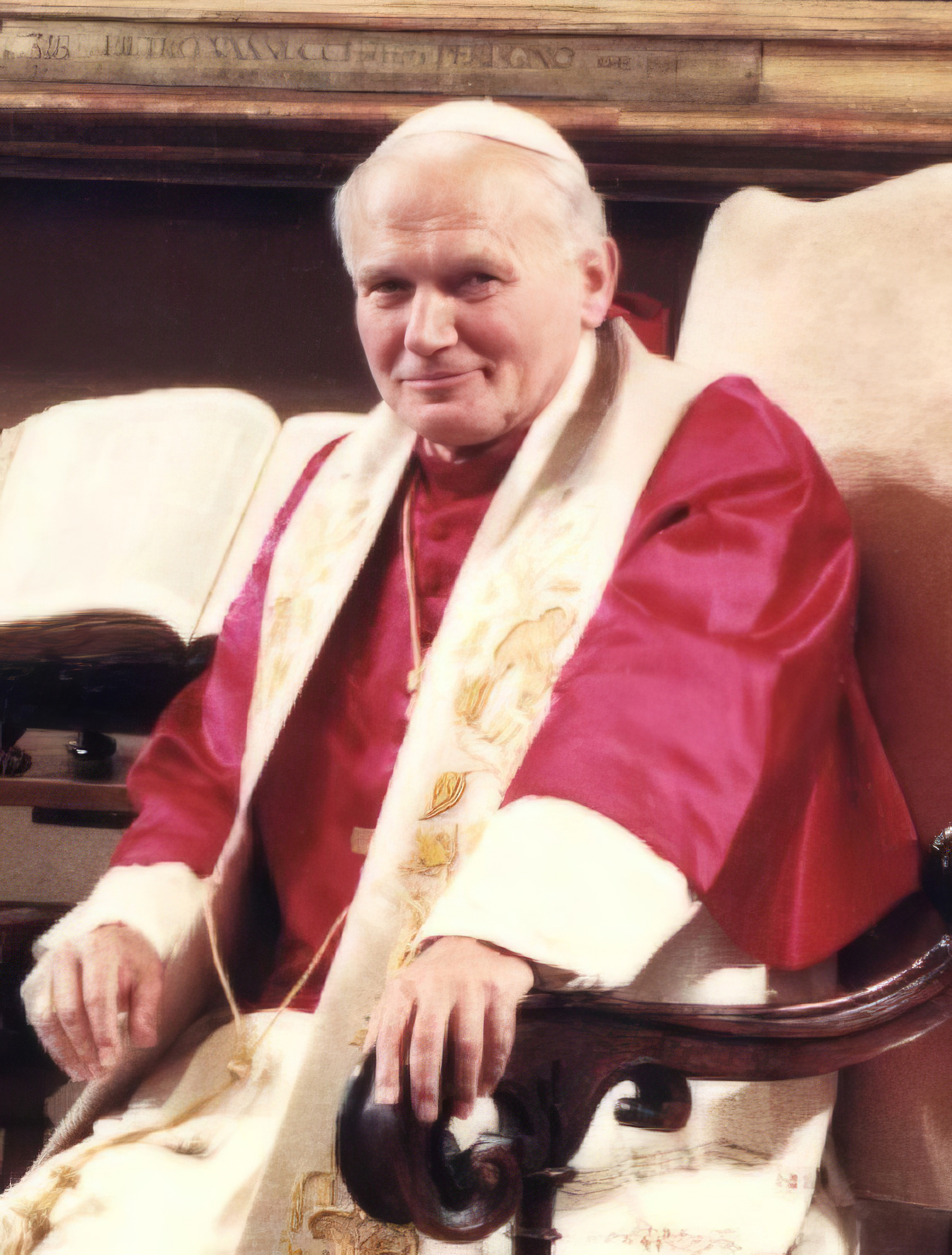
Jean-Paul II en 1984.

La Préfecture de la Maison pontificale est le bureau en charge de la Maison pontificale. La direction est confiée à un préfet qui réunit les compétences propres à la congrégation du cérémonial et des Services du Majordomat et du Maître de chambre. Il a aussi les fonctions du maestro du Saint Palais apostolique et de la commission héraldique pour la Cour pontificale, aujourd'hui supprimée.
Les charges de la préfecture de la Maison pontificale sont définies par la constitution apostolique Pastor Bonus du pape Jean-Paul II (1978-2005) :
1. Elle assiste le pape au palais du Vatican ou dans ses déplacements en Italie.
2. Elle veille à l'organisation et au déroulement des cérémonies pontificales, à l'exception de la partie strictement liturgique[20].
3. Elle organise toutes les audiences papales, qu'elles soient publiques ou privées.

L'archevêque, préfet de la Maison pontificale, est assisté d'un régentet d'officiers, ecclésiastiques et laïcs. Le 7 février 1998, le pape Jean-Paul II innove en créant la fonction de préfet adjoint de la Maison pontificale et en nommant à cette nouvelle charge son secrétaire privé Stanislaw Dziwisz, qui conjointement reçoit l'épiscopat. Cette fonction n'existe ainsi que de cette date à la mort du pape.
Lors des audiences publiques, le préfet de la Maison pontificale s'assoit à la droite du pape et son secrétaire particulier à sa gauche.
Lors des processions d'entrée et de sortie des célébrations liturgiques, le pape est toujours suivi, après les servants, de l'évêque, préfet de la Maison pontificale, du régent de cette même préfecture, de l'archevêque, de l'aumônier apostolique, et de ses deux secrétaires, tous les cinq en habit de chœur.
En mars 1968, au moment de la réforme de la Maison pontificale par le pape Paul VI (1963-1978), il y avait quatre prélats palatins : le majordome de Sa Sainteté, le préfet du Palais apostolique, l'auditeur de Sa Sainteté et le maître du Sacré Palais apostolique. Par le motu proprio Pontificalis domus, le souverain pontife a supprimé les fonctions de majordome et d'auditeur de sa Sainteté. Le maître du Sacré Palais apostolique a reçu l'appellation plus moderne de « Théologien de la Maison pontificale ». La fonction du préfet du Palais apostolique demeurait inchangée. L'année suivante, il reçut le titre de préfet de la Maison pontificale.

### Chapelle pontificale (Cappella Pontificia)
La Chapelle pontificale se compose d'ecclésiastiques qui participent aux cérémonies religieuses, portant leurs vêtements liturgiques ou la tenue propre à leur rang et à leur fonction.
Historiquement, le service divin chanté avait lieu quotidiennement dans le palais papal, le pape en personne célébrant ou assistant à la messe pontificale certains jours. Après le retour des papes d'Avignon, ces fonctions publiques solennelles se tenaient dans la chapelle Sixtine ou, les jours de solennité particulière, dans la basilique Saint-Pierre. La célébration liturgique cesse d'être quotidienne au cours du XIXe siècle. Le motu proprio Pontificalis Domus de 1968 a aboli certains des titres portés par divers groupes membres de la Chapelle pontificale. Actuellement, ses membres sont les membres ecclésiastiques de la famille papale au sens étroit (Familia Pontificalis, et non Domus Pontificalis ) : 
1. Le collège des cardinaux
2. Les patriarches
3. Les archevêques qui dirigent les dicastères de la Curie romaine
4. Le vice camerlingue de la Sainte Église romaine
5. Les secrétaires des dicastères de la Curie romaine
6. Le régent de la pénitencerie apostolique
7. Le secrétaire du Tribunal suprême de la Signature apostolique
8. Le doyen du Tribunal de la Rote romaine
9. Les supérieurs des commissions pontificales
10. L'abbé de l'abbaye territoriale du Mont-Cassin et les abbés généraux des ordres de chanoines réguliers et monastiques
11. Le supérieur général ou, en son absence, le procureur général des ordres mendiants
12. Les prélats auditeurs du Tribunal de la Rote Romaine
13. Les membres des chapitres de la basilique Saint-Pierre, de la basilique Saint-Jean-de-Latran et de la basilique Sainte-Marie-Majeure
14. Les curés (pasteurs) de Rome
15. Les (deux) clercs de la Chapelle Papale
16. Ceux qui sont au service personnel du Pape

### Famille papale (Familia Pontificalis)
Les membres de ce corps sont subdivisés en deux groupes : ecclésiastiques et laïcs.
Les ecclésiastiques qui en sont membres sont :
1. Le suppléant du cardinal secrétaire d'État
2. Le secrétaire aux relations avec les États
3. L'Aumônier de Sa Sainteté
4. Le Président de l'Académie pontificale ecclésiastique
5. Le théologien de la Maison Pontificale
6. Le Collège des protonotaires Apostoliques participants
7. Les protonotaires apostoliques surnuméraires
8. Les maîtres de cérémonie pontificaux (Office des célébrations liturgiques du Souverain Pontife)
9. Les prélats honoraires de Sa Sainteté
10. Les aumôniers de Sa Sainteté
11. Le Prédicateur de la Maison pontificale

Les membres laïcs sont :
1. Les Princes assistants au trône pontifical
2. Le Conseiller Général de l'État de la Cité du Vatican
3. Le commandant de la Garde suisse pontificale
4. Les Conseillers de l'État de la Cité du Vatican
5. Le Président de l'Académie pontificale des sciences
6. Les Messieurs de Sa Sainteté
7. Les procureurs des palais apostoliques
8. Les attachés de l'Antichambre
9. Ceux qui sont au service personnel du Pape
10. Le Gentilhomme de la chambre
11. Le doyen de la salle de l'antichambre papale

## Liste des préfets de la Maison pontificale
- Mario Nasalli Rocca di Corneliano (1968–1969)
- Jacques-Paul Martin (1969–1986)
- Dino Monduzzi (1986–1998)
- James Michael Harvey (1998-2012)
- Georg Gänswein (7 décembre 2012 - 28 février 2023)
- Actuellement : vacant
  - Régent : Leonardo Sapienza (de)[26]

## Anciens postes dans la famille pontificale
- Maréchal de la Sainte Église romaine et du Sacré conclave (prince Chigi)
- Grand-maître de l'hospice apostolique sacré (en) (prince Ruspoli)
- Intendant général héréditaire (en), ou Foriere Maggiore (marquis Sacchetti)
- Maître équestre, (marquis Serlupi Crescenzi)
- Maître des postes (prince Massimo).
- Conservateur de la Rose d'or (non héréditaire)
- Secrétaire des ambassades
- Commandant de la garde noble

## Source
- (en) Cet article est partiellement ou en totalité issu de l’article de Wikipédia en anglais intitulé « Papal household » (voir la liste des auteurs).